# Општина Монклова (Коавила)
Монклова (шп. Monclova) општина је у Мексику у савезној држави Коавила. Општина се налази на надморској висини од 609 м.

## Становништво
Према подацима из 2010. у општини је живело 216206 становника.

### Хронологија
| Година       | 2000                   | 2005                    | 2010                     |
| ------------ | ---------------------- | ----------------------- | ------------------------ |
| Становништво | 193744 (96057 / 97687) | 200160 (99385 / 100775) | 216206 (107401 / 108805) |

### Попис
| \| \| м \| \| \| ж \| \| 0—2 \| 5.821 \| \| \| 5.606 \| \| 3—5 \| 5.893 \| \| \| 5.814 \| \| 6—11 \| 12.324 \| \| \| 11.861 \| \| 12—14 \| 6.047 \| \| \| 5.945 \| \| 15—17 \| 6.354 \| \| \| 6.053 \| \| 18—24 \| 13.117 \| \| \| 12.847 \| \| 60+ \| 9.351 \| \| \| 10.192 \| \| Просек : \| 29,7 \| \| \| 30,4 \| |        |  |  |        |
| |        |  |  |        |
| | м      |  |  | ж      |
| 0—2 | 5.821  |  |  | 5.606  |
| 3—5 | 5.893  |  |  | 5.814  |
| 6—11 | 12.324 |  |  | 11.861 |
| 12—14 | 6.047  |  |  | 5.945  |
| 15—17 | 6.354  |  |  | 6.053  |
| 18—24 | 13.117 |  |  | 12.847 |
| 60+ | 9.351  |  |  | 10.192 |
| Просек : | 29,7   |  |  | 30,4   |

| #   | Индикатор                                                                                        | Вредност |
| --- | ------------------------------------------------------------------------------------------------ | -------- |
| 1   | Становништво од 0 до 2 године                                                                    | 11427    |
| 2   | Мушко становништво од 0 до 2 године                                                              | 5821     |
| 3   | Женско становништво од 0 до 2 године                                                             | 5606     |
| 4   | Становништво са 3 и више година                                                                  | 203036   |
| 5   | Мушко становништво са 3 и више година                                                            | 100701   |
| 6   | Женско становништво са 3 и више година                                                           | 102335   |
| 7   | Становништво са 5 и више година                                                                  | 195191   |
| 8   | Мушко становништво са 5 и више година                                                            | 96772    |
| 9   | Женско становништво са 5 и више година                                                           | 98419    |
| 10  | Становништво са 12 и више година                                                                 | 167144   |
| 11  | Мушко становништво са 12 и више година                                                           | 82484    |
| 12  | Женско становништво са 12 и више година                                                          | 84660    |
| 13  | Становништво са 15 и више година                                                                 | 155152   |
| 14  | Мушко становништво са 15 и више година                                                           | 76437    |
| 15  | Женско становништво са 15 и више година                                                          | 78715    |
| 16  | Становништво са 18 и више година                                                                 | 142745   |
| 17  | Мушко становништво са 18 и више година                                                           | 70083    |
| 18  | Женско становништво са 18 и више година                                                          | 72662    |
| 19  | Становништво од 3 до 5 година                                                                    | 11707    |
| 20  | Мушко становништво од 3 до 5 година                                                              | 5893     |
| 21  | Женско становништво од 3 до 5 година                                                             | 5814     |
| 22  | Становништво од 6 до 11 година                                                                   | 24185    |
| 23  | Мушко становништво од 6 до 11 година                                                             | 12324    |
| 24  | Женско становништво од 6 до 11 година                                                            | 11861    |
| 25  | Становништво од 8 до 14 година                                                                   | 28541    |
| 26  | Мушко становништво од 8 до 14 година                                                             | 14445    |
| 27  | Женско становништво од 8 до 14 година                                                            | 14096    |
| 28  | Становништво од 12 до 14 година                                                                  | 11992    |
| 29  | Мушко становништво од 12 до 14 година                                                            | 6047     |
| 30  | Женско становништво од 12 до 14 година                                                           | 5945     |
| 31  | Становништво од 15 до 17 година                                                                  | 12407    |
| 32  | Мушко становништво од 15 до 17 година                                                            | 6354     |
| 33  | Женско становништво од 15 до 17 година                                                           | 6053     |
| 34  | Становништво од 18 до 24 године                                                                  | 25964    |
| 35  | Мушко становништво од 18 до 24 године                                                            | 13117    |
| 36  | Женско становништво од 18 до 24 године                                                           | 12847    |
| 37  | Женско становништво од 15 до 49 година                                                           | 58501    |
| 38  | Становништво са 60 и више година                                                                 | 19543    |
| 39  | Мушко становништво са 60 и више година                                                           | 9351     |
| 40  | Женско становништво са 60 и више година                                                          | 10192    |
| 41  | Однос између мушкараца и жена                                                                    | 98.71    |
| 42  | Становништво од нуле до 14 година                                                                | 59311    |
| 43  | Становништво од 15 до 64 године                                                                  | 142532   |
| 44  | Становништво од 65 година и више                                                                 | 12620    |
| 45  | Просечан број деце                                                                               | 2.23     |
| 46  | Становништво рођено у ентитету                                                                   | 195780   |
| 47  | Мушко становништво рођено у ентитету                                                             | 97029    |
| 48  | Женско становништво рођено у ентитету                                                            | 98751    |
| 49  | Становништво рођено у другом ентитету                                                            | 17214    |
| 50  | Мушко становништво рођено у другом ентитету                                                      | 8712     |
| 51  | Женско становништво рођено у другом ентитету                                                     | 8502     |
| 52  | Становништво од 5 година и више резидентно у ентитету у јуну 2005. године                        | 190039   |
| 53  | Мушко становништво старосног доба од 5 година и више, резидентно у ентитету у јуну 2005. године  | 93912    |
| 54  | Женско становништво старосног доба од 5 и више година, резидентно у ентитету у јуну 2005. године | 96127    |
| 55  | Становништво од 5 година и више које је живело у другом ентитету у јуну 2005. године             | 2975     |
| 56  | Мушко становништво старије од 5 година које је живело у другом ентитету у јуну 2005. године      | 1619     |
| 57  | Женско становништво старије од 5 година које је живело у другом ентитету у јуну 2005. године     | 1356     |
| 58  | Становништво од 3 године и више које говори аутохтони језик                                      | 566      |
| 59  | Мушко становништво старо 3 године и више које говори аутохтони језик                             | 316      |
| 60  | Женско становништво старо 3 године и више које говори аутохтони језик                            | 250      |
| 61  | Становништво од 3 године и више које говори аутохтони језик и не говори шпански језик            | 0        |
| 62  | Мушко становништво старо 3 године и више које говори аутохтони језик и не говори шпански         | 0        |
| 63  | Женско становништво старо 3 године и више које говори аутохтони језик и не говори шпански језик  | 0        |
| 64  | Становништво старо 3 године и више које говори аутохтони језик и шпански                         | 234      |
| 65  | Мушко становништво старо 3 године и више које говори аутохтони језик и шпански                   | 139      |
| 66  | Женско становништво старо 3 године и више које говори аутохтони језик и шпански                  | 95       |
| 67  | Становништво од 5 година и више које говори аутохтони језик                                      | 555      |
| 68  | Становништво од 5 година и више које говори аутохтони језик и не говори шпански језик            | 0        |
| 69  | Становништво од 5 година и више које говори аутохтони језик и говори шпански језик               | 231      |
| 70  | Становништво у домородачким домаћинствима                                                        | 1152     |
| 71  | Становништво са ограничењима у активностима                                                      | 9679     |
| 72  | Становништво са ограниченим ходањем или кретањем, горе или доле                                  | 5760     |
| 73  | Становници са ограничењима вида, чак и уз кориштење сочива                                       | 2245     |
| 74  | Становништво са ограничењима говора, комуникације или конверзације                               | 836      |
| 75  | Становништво са ограниченим слухом                                                               | 1214     |
| 76  | Становништво са ограничењима при одевању, купању или јелу                                        | 578      |
| 77  | Становништво са ограничењима у опажању или учењу једноставних ствари                             | 466      |
| 78  | Становништво са менталним ограничењима                                                           | 957      |
| 79  | Становништво без ограничења активности                                                           | 203929   |
| 80  | Становништво од 3 до 5 година које не похађа школу                                               | 4710     |
| 81  | Мушко становништво од 3 до 5 година које не похађа школу                                         | 2383     |
| 82  | Женско становништво од 3 до 5 година које не похађа школу                                        | 2327     |
| 83  | Становништво од 6 до 11 година које не похађа школу                                              | 499      |
| 84  | Мушко становништво од 6 до 11 година које не похађа школу                                        | 245      |
| 85  | Женско становништво од 6 до 11 година које не похађа школу                                       | 254      |
| 86  | Становништво од 12 до 14 година које не похађа школу                                             | 712      |
| 87  | Мушко становништво од 12 до 14 година које не похађа школу                                       | 386      |
| 88  | Женско становништво од 12 до 14 година које не похађа школу                                      | 326      |
| 89  | Становништво од 15 до 17 година похађа школу                                                     | 9140     |
| 90  | Мушко становништво од 15 до 17 година похађа школу                                               | 4674     |
| 91  | Женско становништво између 15 и 17 година живота у школи                                         | 4466     |
| 92  | Становништво од 18 до 24 године похађа школу                                                     | 8776     |
| 93  | Мушко становништво од 18 до 24 године похађа школу                                               | 4565     |
| 94  | Женско становништво од 18 до 24 године похађа школу                                              | 4211     |
| 95  | Становништво од 8 до 14 година које не може да чита и пише                                       | 306      |
| 96  | Мушко становништво старосног доба од 8 до 14 година које не може да чита и пише                  | 181      |
| 97  | Женско становништво старосног доби од 8 до 14 година које не може да чита и пише                 | 125      |
| 98  | Становништво од 15 година и више које је неписмено                                               | 2544     |
| 99  | Мушко становништво од 15 година и више које је неписмено                                         | 1092     |
| 100 | Женско становништво од 15 година и више које је неписмено                                        | 1452     |
| 101 | Становништво старо 15 и више година без школовања                                                | 3972     |
| 102 | Мушко становништво старо 15 и више година без школовања                                          | 1802     |
| 103 | Женско становништво старо 15 и више година без школовања                                         | 2170     |
| 104 | Становништво старосног доба 15 и више година са непотпуним основним образовањем                  | 9341     |
| 105 | Мушко становништво старосног доба од 15 година и више са непотпуном основним образовањем         | 4054     |
| 106 | Женско становништво старосног доба 15 и више година са непотпуном основним образовањем           | 5287     |
| 107 | Становништво старо 15 и више година са комплетним основним образовањем                           | 21114    |
| 108 | Мушко становништво старо 15 година и више са комплетним основним образовањем                     | 9938     |
| 109 | Женско становништво старо 15 и више година са комплетним основним образовањем                    | 11176    |
| 110 | Становништво старосног доба 15 и више година са непотпуним средњим образовањем                   | 6249     |
| 111 | Мушко становништво старосног доба од 15 година и више са непотпуним средњим образовањем          | 3475     |
| 112 | Женско становништво старосног доба од 15 година и више са непотпуним средњим образовањем         | 2774     |
| 113 | Становништво старо 15 и више година са пуним секундарном образовањем                             | 37814    |
| 114 | Мушко становништво старосног доба од 15 година и више са пуним секундарном образовањем           | 19270    |
| 115 | Женско становништво старосног доба од 15 година и више са пуним секундарном образовањем          | 18544    |
| 116 | Становништво старије од 18 година са постосновним образовањем                                    | 66533    |
| 117 | Мушко становништво старије од 18 година са постосновним образовањем                              | 34138    |
| 118 | Женско становништво старије од 18 година са постосновним образовањем                             | 32395    |
| 119 | Просечна оцена школовања                                                                         | 10.07    |
| 120 | Просечан ниво образовања мушке популације                                                        | 10.27    |
| 121 | Просечан ниво образовања женског становништва                                                    | 9.87     |
| 122 | Економски активно становништво                                                                   | 84977    |
| 123 | Економски активна мушка популација                                                               | 57285    |
| 124 | Економски активна женска популација                                                              | 27692    |
| 125 | Становништво које није економски активно                                                         | 81528    |
| 126 | Мушко становништво које није економски активно                                                   | 24822    |
| 127 | Женско становништво које није економски активно                                                  | 56706    |
| 128 | Запослено становништво                                                                           | 80749    |
| 129 | Запослено мушко становништво                                                                     | 54087    |
| 130 | Запослено женско становништво                                                                    | 26662    |
| 131 | Незапослена популација                                                                           | 4228     |
| 132 | Незапослена мушка популација                                                                     | 3198     |
| 133 | Незапослена женска популација                                                                    | 1030     |
| 134 | Становништво без права на здравствене услуге                                                     | 34513    |
| 135 | Становништво које има право на здравствене услуге                                                | 179672   |
| 136 | Становништво које има право на ИМСС                                                              | 147883   |
| 137 | Становништво које има право на социјално осигурање                                               | 14008    |
| 138 | Становништво које има право на државно социјално осигурање                                       | 310      |
| 139 | Становништво које има право на опште осигурање или здравствено осигурање за нову генерацију      | 15873    |
| 140 | Становништво које је било једном или није било у браку током 12 година и више                    | 52776    |
| 141 | Венчано или уједињено становништво од 12 година и више                                           | 98017    |
| 142 | Становништво које је било у браку или уједињено 12 година и више                                 | 16022    |
| 143 | Становништво са католичком религијом                                                             | 168038   |
| 144 | Протестанти, еванђелисти и библијски следбеници различити од еванђелиста                         | 27464    |
| 145 | Становништво са другим религијама различитим од претходних                                       | 140      |
| 146 | Становништво без религије                                                                        | 16618    |
| 147 | Укупно пописаних домаћинства                                                                     | 58373    |
| 148 | Пописна домаћинства на челу са мушкарцима                                                        | 47278    |
| 149 | Пописна домаћинства на челу са женама                                                            | 11095    |
| 150 | Становништво у пописним домаћинствима                                                            | 214371   |
| 151 | Становништво у пописним домаћинствима на челу са мушкарцима                                      | 180742   |
| 152 | Становништво у пописним домаћинствима на челу са женама                                          | 33629    |
| 153 | Укупно домаћинстава                                                                              | 66866    |
| 154 | Укупно насељених домаћинстава                                                                    | 58929    |
| 155 | Укупно приватних кућа                                                                            | 66310    |
| 156 | Насељени приватни домови                                                                         | 58373    |
| 157 | Укупно насељених приватних кућа                                                                  | 58919    |
| 158 | Ненасељене приватне куће                                                                         | 5944     |
| 159 | Појединачна домаћинства за привремену употребу                                                   | 1993     |
| 160 | Становници у насељеним приватним кућама                                                          | 214371   |
| 161 | Насељеност станара у приватним становима                                                         | 3.67     |
| 162 | Просечно становника по соби у приватним насељеним домаћинствима                                  | 0.84     |
| 163 | Појединачна домаћинства са подовима од различитих материјала од земље                            | 57649    |
| 164 | Појединачна домаћинства у приземљу                                                               | 532      |
| 165 | Појединачна домаћинства са једном спаваћом собом                                                 | 16979    |
| 166 | Појединачна домаћинства са две спаваће собе и више                                               | 41256    |
| 167 | Појединачна домаћинства са једним собом                                                          | 1437     |
| 168 | Појединачна домаћинства са две собе                                                              | 5083     |
| 169 | Појединачна домаћинства са 3 собе и више                                                         | 51694    |
| 170 | Појединачна домаћинства која имају електрично светло                                             | 57938    |
| 171 | Појединачна домаћинства која немају електрично светло                                            | 345      |
| 172 | Појединачна домаћинства која имају водоводну воду у стамбеном простору                           | 56834    |
| 173 | Појединачна домаћинства која немају водоводну воду у стамбеном простору                          | 1344     |
| 174 | Појединачна домаћинства која имају тоалет                                                        | 57662    |
| 175 | Појединачна домаћинства која имају канализацију                                                  | 57122    |
| 176 | Појединачна домаћинства која немају канализацију                                                 | 991      |
| 177 | Појединачна домаћинства која имају електрично светло, довод воде из јавне мреже и канализацију   | 56004    |
| 178 | Појединачна домаћинства без икаквих услова                                                       | 190      |
| 179 | Појединачна домаћинства која имају радио                                                         | 50624    |
| 180 | Појединачна домаћинства која имају телевизор                                                     | 57308    |
| 181 | Појединачна домаћинства која имају фрижидер                                                      | 56448    |
| 182 | Појединачна домаћинства која имају машину за веш                                                 | 50459    |
| 183 | Појединачна домаћинства која имају аутомобил или комби                                           | 39195    |
| 184 | Појединачна домаћинства која имају рачунар                                                       | 22374    |
| 185 | Појединачна домаћинства која имају фиксну телефонску линију                                      | 32414    |
| 186 | Појединачна домаћинства која имају мобилни телефон                                               | 45465    |
| 187 | Појединачна домаћинства која имају приступ интернету                                             | 17669    |